# Origin (Origin)
Origin è il primo album studio dell'omonima brutal death metal band statunitense, pubblicato nel 2000 dall'etichetta discografica Relapse Records.

## Tracce
1. Lethal Manipulation (The Bonecrusher Chronicles) – 2:26
2. Sociocide – 4:12
3. Vomit You Out – 3:20
4. Origin – 2:55
5. Mental Torment – 3:49
6. Manimal Instincts – 3:00
7. Infliction – 2:51
8. Disease Called Man – 3:44
9. Inner Reflections – 3:26

Durata totale: 29:43

## Formazione
- Mark Manning - voce
- Paul Ryan - chitarra, voce
- Jeremy Turner - chitarra
- Doug Williams - basso
- John Longstreth - batteria